# Tore Bjørseth Berdal
Tore Bjørseth Berdal, född 2 mars 1988 är en norsk skidåkare, som 2019 vann Vasaloppet.